# Artak
Artak fou un castell croat prop d'Antioquia a uns quilòmetres al nord.
L'agost de 1164 els francs van patir una seriosa derrota a Artak, al nord d'Antioquia, que va provocar el retorn d'Amalric I de Jerusalem des d'Egipte. Bohemon III d'Antioquia i Ramon III de Trípoli foren capturats i empresonats a Alep i els 600 cavallers de Bohemon, excepte alguns armenis, foren capturats o morts. Però Mur al-Din d'Alep no va atacar Antioquia, en mans de l'emperador (amb el qual havia signat una treva el 12 d'abril de 1159) i va alliberar a Bohemon i al cap armeni Thoros, a canvi de rescat, perquè eren vassalls de l'emperador; en canvi no va alliberar a Ramon III de Trípoli i a Reinald de Châtillon (capturat el novembre de 1160. Bohemon va anar a Constantinoble i va aconseguir una part del rescat que es demanava pels seus amics però a canvi va haver de consentir que el patriarca Anastasi II anés a Antioquia al lloc del patriarca llatí. Mur al-Din era el cap sunnita més poderós de Síria i tenia el suport de Xirkuh i del seeu nebot Saladí.